# Van Eeghen
Van Eeghen is de naam van een familie waarvan een genealogie is opgenomen in het genealogisch naslagwerk Nederland's Patriciaat.
De familie stamt oorspronkelijk uit de West-Vlaamse plaats Kortemark. In de 17e eeuw vestigden de doopsgezinde leden zich in Aardenburg, Staats-Vlaanderen, vanwaar Jacob van Eeghen in 1656 via Middelburg en Haarlem naar Amsterdam vertrok. Hij richtte daar in 1662 het koopmanshuis, en later bankiershuis, Van Eeghen & Co op.
Van 1795 tot 1818 was het Kasteel Beek en Hoff in bezit van verscheidene familieleden.
Anno 2007 waren de telgen van de familie voornamelijk woonachtig in Amsterdam en omstreken.
De genealogie van het geslacht is opgenomen in het Nederland's Patriciaat, achtereenvolgens in de tweede jaargang (1911), in de tiende jaargang (1919) en in de vijfenveertigste jaargang (1959).

## Enkele bekende leden
- Christiaan Pieter van Eeghen (1816-1889), handelsman en filantroop
- Jacob van Eeghen (1818-1834), dichter
- Jan Herman van Eeghen (1849-1918), bankier en kunstverzamelaar, mede bekend geworden door zijn huwelijk met Anna Maria du Mée (1862-1949)
- Sam van Eeghen (1853-1934), bankier en politicus
- Christiaan Pieter van Eeghen (1880-1968), president van De Nederlandsche Bank
- Louise van Eeghen (1884-1979) feministe en vredesactiviste
- Henri Louis van Eeghen (1887-1976), koopman en bankier
- Isabella Henriette van Eeghen (1913-1996), archivaris en historica
- Esmée van Eeghen (1918-1944), verzetsstrijdster
- Ernst van Eeghen (1920-2007), zakenman en diplomaat
- Marguerite Cornélie van Eeghen (1928-2016), breed maatschappelijk actief en echtgenote van jhr. mr. Feyo Onno Joost Sickinghe (1926-2006)[5]
- Lucas van Eeghen (1953), jurist en kunstenaar
- Erica van Eeghen (1955), zakenvrouw en beeldhouwer
- Hester van Eeghen (1958-2021), modeontwerpster[6]